# Filumena Marturano (film)
Pour plus de détails, voir Fiche technique et Distribution.
Filumena Marturano est un film italien réalisé par Eduardo De Filippo, sorti en 1951.
Malgré quelques différences dans la structure de l'intrigue et le développement des personnages secondaires, le film est une adaptation fidèle de la comédie d'Eduardo De Filippo Filumena Marturano (it), représentée au théâtre pour la première fois en 1946.

## Fiche technique
- Titre : Filumena Marturano
- Réalisation : Eduardo De Filippo
- Scénario : Piero Tellini et Eduardo De Filippo d'après sa pièce
- Photographie : Leonida Barboni
- Montage : Gisa Radicchi Levi
- Musique : Nino Rota
- Scénographie : Piero Filippone
- Son :
- Producteur : Luigi De Laurentiis
- Société de production : Arco
- Pays d'origine :  Italie
- Langage : Italien
- Format : Noir et blanc — 35 mm — 1,37:1 — Son : Mono
- Genre : Comédie dramatique
- Durée : 98 minutes (1 h 38)
- Dates de sortie :
  -  Italie : 1951

## Distribution
- Titina De Filippo : Filumena Marturano
- Eduardo De Filippo : Domenico Soriano
- Tamara Lees : Diana
- Tina Pica : Rosalia
- Luigi De Filippo : Umberto
- Gianni Musy : Riccardo
- Aldo Giuffré : Luigi
- Pasquale Campagnola :
- Rosita Pisano : Lucia
- Maria Campore : Giulia
- Domenico Modugno : l'avocat Nocella
- Vittoria Crispo (it) : Portinaia
- Pietro Carloni
- Pamela Metthews :
- Carlo Pennetti : Alfredo
- Francesco Penza :

## Commentaires
Même en ce qui concerne l'interprétation du texte (l'auteur a affirmé qu'il ne s'agissait pas seulement d'une apologie de l'amour maternel, mais aussi d'une dénonciation des inégalités entre les différentes classes sociales représentées par les trois fils : le commerçant, l'ouvrier et l'intellectuel), le film ne suggère pas grand chose de nouveau par rapport à la pièce.
Cependant, indépendamment de la qualité de l'interprétation d'Eduardo et de sa sœur Titina, le film constitue une tentative pour surmonter une description typiquement « napolitaine » et insérer dans un contexte néoréaliste une structure théâtrale opposée à l'acteur d'origine populaire et étrangère à toute influence documentaire.

## Source de la traduction
- (it) Cet article est partiellement ou en totalité issu de l’article de Wikipédia en italien intitulé « Filumena Marturano (film) » (voir la liste des auteurs).